# Giotto (sonda)
La Giotto va ser una missió no tripulada de l'Agència Espacial Europea, que va estudiar el cometa de Halley. Llançada el 2 de juliol de 1985, a bord d'un cohete Ariane 1, la Giotto va fer tres voltes a la Terra, i tot seguit es va projectar cap a una òrbita interplanetaria.
Després de vuit mesos, al març de 1986, la sonda va detectar ions d'hidrògen procedents del Halley, encara a milions de quilòmetres. L'endemà, el 13 de març de 1986, la sonda es trobà amb la cua de pols del cometa Halley, del qual passà a 596 km de distància. La Giotto també estudiava el cometa Grigg-Skjellerup, al qual va arribar a apropar-se a uns 200 quilòmetres.
La nau va rebre aquest nom en honor del pintor medieval italià Giotto di Bondone, el qual va pintar en els frescos de la Capella dels Scrovegni, a Pàdua, l'Adoració dels Reis Mags amb el cometa guiant els monarques per primera vegada en la història de la humanitat.

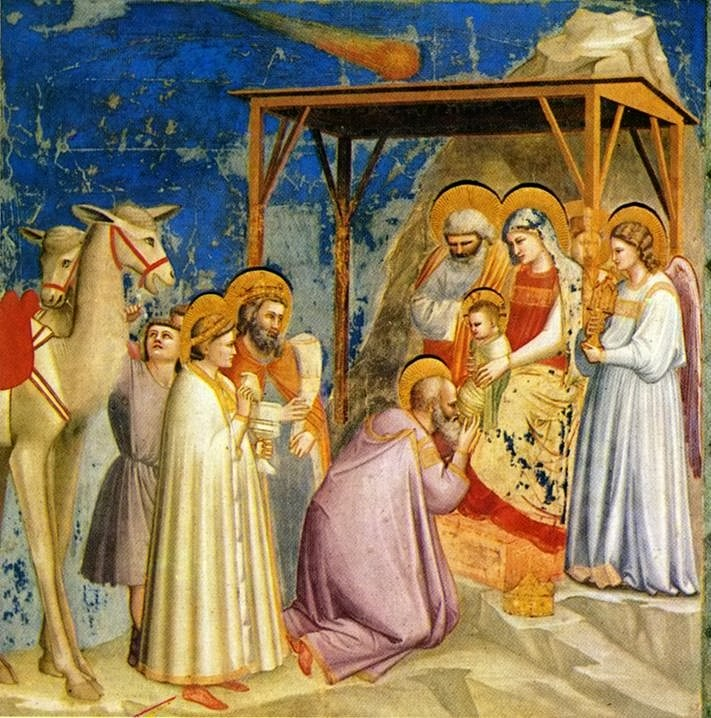
El cometa en lAdoració dels Reis Mags, de Giotto

Originalment s'havia previst una missió conjunta entre la NASA i l'ESA, però la NASA se'n va retirar per raons pressupostàries el 1980, a només sis anys de l'arribada del cometa. Per poder concebre i enviar a temps una missió, l'ESA va reutilitzar el disseny d'una sonda destinada a estudiar les partícules atrapades al camp magnètic de la Terra i la va enviar, coordinada amb sondes japoneses i soviètiques, en el que es va conèixer com l'Armada Halley.
La sonda Giotto pesava uns 600 kg i era cilíndrica, de 1,84 metres de diàmetre i 1,6 metres d'altura, amb un escut en una base i una antena parabòlica i un trípode per a instruments a l'altra.

L'escut era un element clau perquè la sonda estaria dins del núvol de pols i gasos despresos del cometa, movent-se a una velocitat relativa d'uns 68 km/s. Donat que un escut d'una sola peça per protegir contra impactes a aquesta velocitat (fins i tot de partícules molt petites) seria insuficient, es va dissenyar un escut format per dues peces (després conegut com escut Whipple). La primera peça era relativament fina i no podia aturar els impactes però sí causar que es vaporitzessin les partícules; la segona absorbiria el xoc del núvol de gas i les estelles del primer escut. El conjunt de l'escut pesava menys de 50 kg. Durant les quatre hores de l'encontre es van enregistrar més de 12.000 impactes amb partícules, una de les quals, més gran, va desestabilitzar la rotació de la sonda i li va fer perdre el contacte amb la Terra durant mitja hora, fins que va poder tornar-se a orientar.

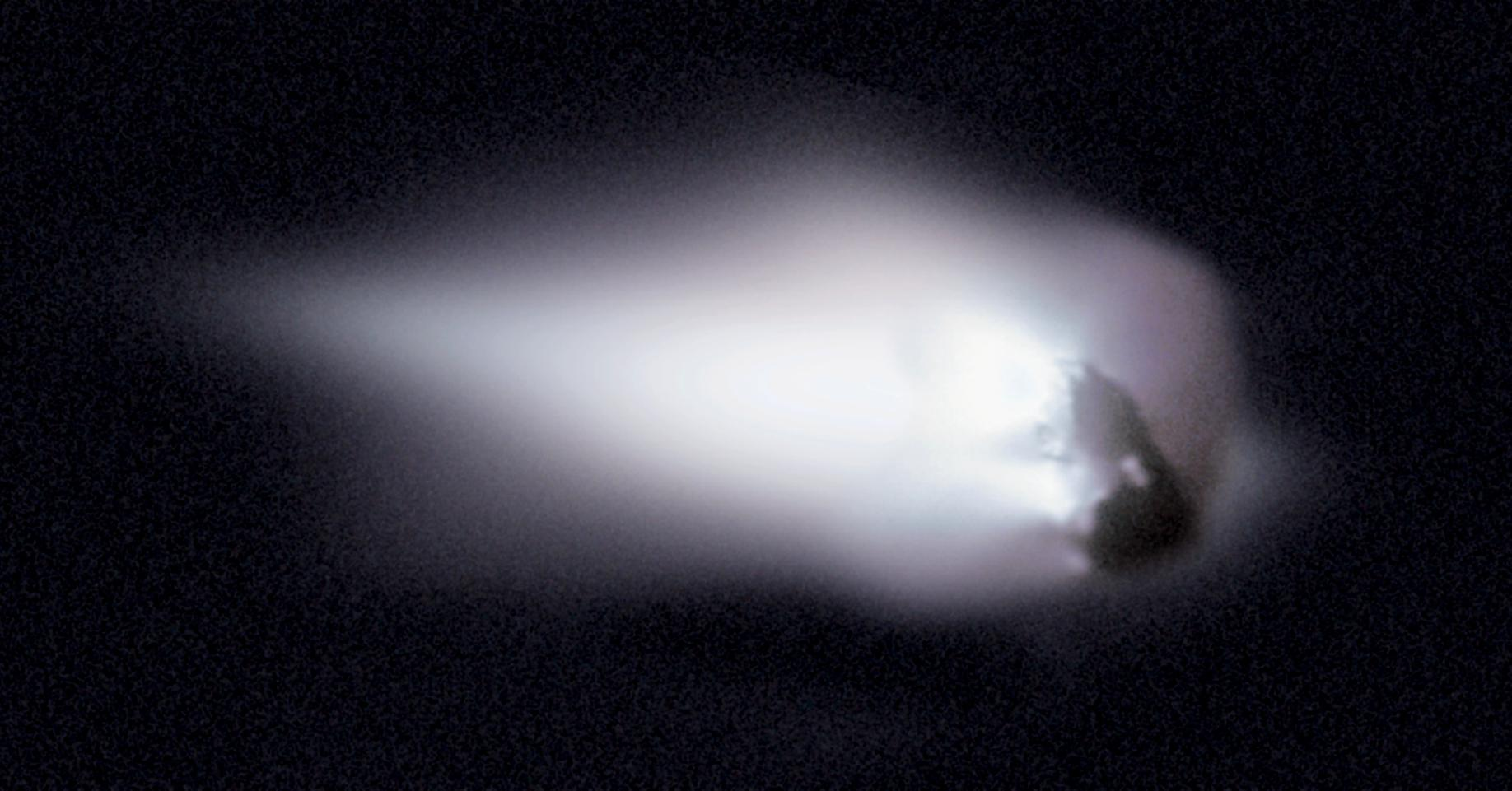
La nau espacial europea Giotto va fotografiar el nucli de Halley mentre s'allunyava del sol.

L'encontre amb el Halley va deixar fora de servei al voltant de la meitat dels instruments de la Giotto, incloent la càmera de televisió, però tot i així va ser possible aprofitar una aproximació a la Terra per redirigir-la al cometa Grigg-Skjellerup, al qual va arribar el 1992.
Giotto va proporcionar la primera evidència que donava suport a la hipòtesi de la "Bola de neu bruta" de Fred Lawrence Whipple per a la construcció de cometes, que va postular que els cometes són objectes gelats escalfats pel Sol quan s'acosten al Sistema Solar interior, fent que el gel de la superfícies es sublimi i que els dolls de material volàtil esclatin cap a l'exterior creant el coma.